# Chiesa di San Michele Arcangelo (Sant'Orsola Terme)
La chiesa di San Michele Arcangelo è la parrocchiale a Mala, frazione di Sant'Orsola Terme, in Trentino. Risale al XVIII secolo.

## Storia
Alle origini storiche della chiesa di Mala l'intitolazione era per San Leonardo, e la sua costruzione si realizzò nel biennio compreso tra 1726 e 1727. In questo secondo anno divenne espositura legata come sussidiaria alla pieve di Pergine Valsugana.
Nella prima parte del XIX secolo ottenne il fonte battesimale e la custodia eucaristica e nella parte finale del secolo la primitiva costruzione religiosa venne abbattuta e riedificata. 
Da quel momento il titolare divenne San Michele Arcangelo e con tale nuova denominazione venne benedetta.

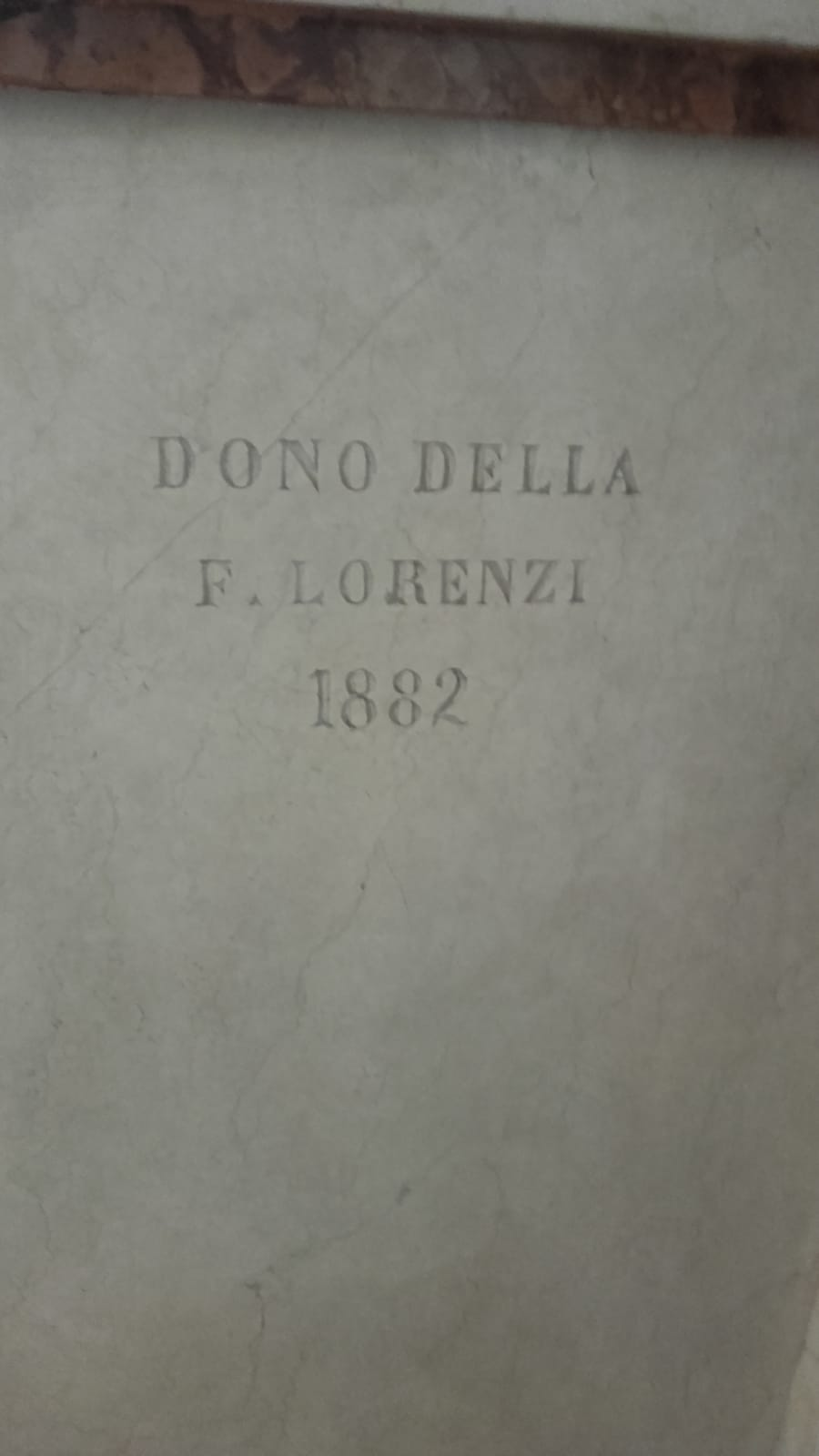
Dettaglio dell'incisione riportante la donazione dell'altare da parte della famiglia Lorenzi.

L'altare principale fu donato, nel 1882 dalla famiglia Lorenzi abitante nella frazione di Mala (denominata Taici), fin dal 1500.
All'inizio del XX secolo fu oggetto di restauro e, nel 1911, Celestino Endrici, vescovo di Trento, la consacrò con cerimonia solenne.

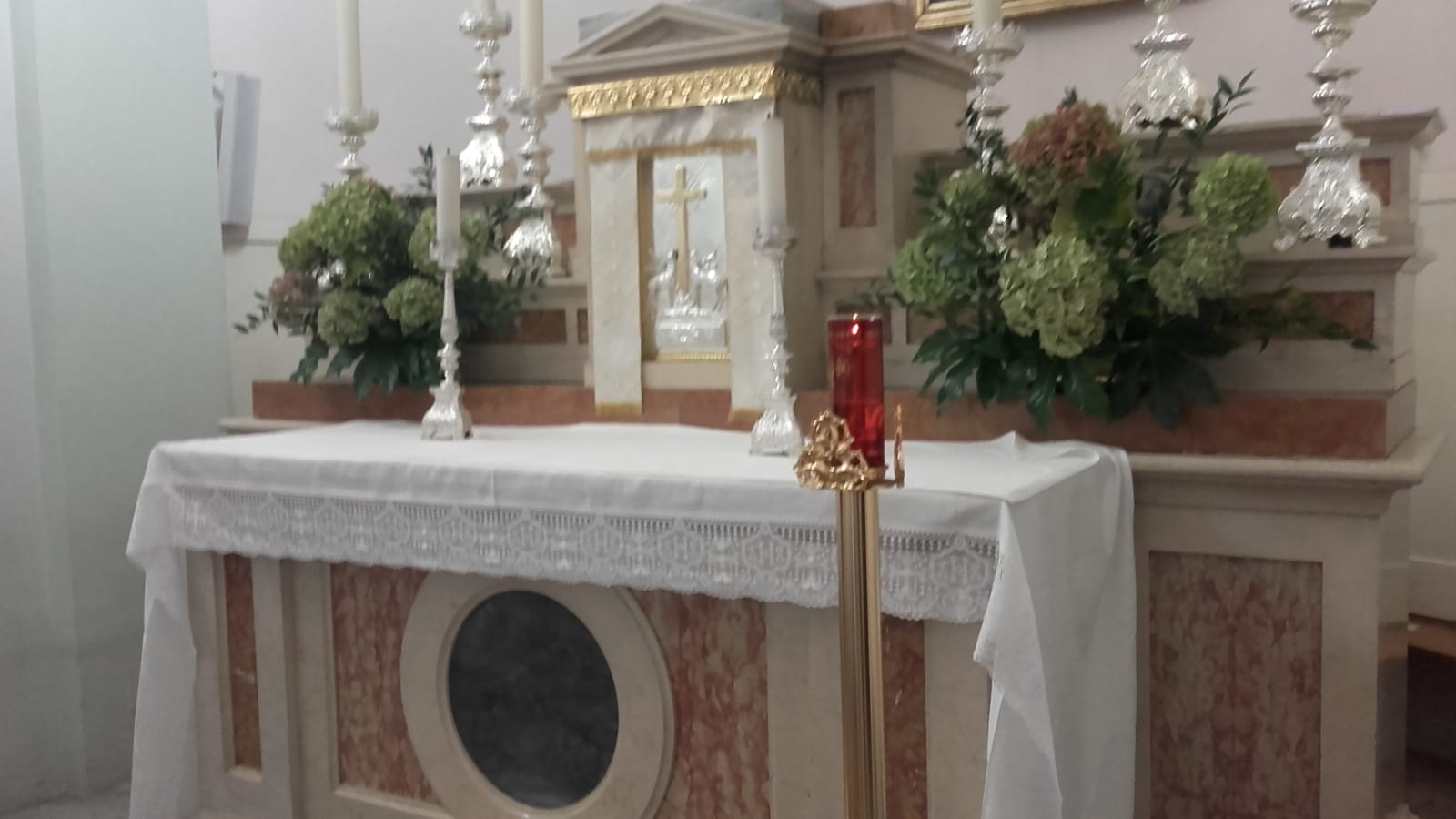
Altare principale

Con la metà del secolo gli interni vennero decorati e, a partire dal 1960, ebbe dignità di parrocchia.